# Virginia (lớp tàu ngầm)
Tàu ngầm lớp Virginia, hay lớp SSN-774, là một loại tàu ngầm tấn công nhanh, chạy bằng năng lượng hạt nhân, mang tên lửa hành trình đang được trang bị cho Hải quân Mỹ. Tàu được thiết kế bởi General Dynamics Electric Boat (EB) và Huntington Ingalls Industries, lớp Virginia là lớp tàu ngầm mới nhất của Hải quân Mỹ, với công nghệ tàng hình, khả năng thu thập thông tin tình báo, và các loại vũ khí hiện đại mà nó được trang bị.
Tàu ngầm lớp Virginia được thiết kế cho hoạt động vùng biển xanh và cho các nhiệm vụ ở vùng duyên hải, bao gồm hoạt động tác chiến chống ngầm, và hoạt động thu thập thông tin tình báo. Nó được chế tạo để thay thế cho tàu ngầm lớp Los Angeles cũ hơn đã và đang được loại biên của Hải quân Mỹ. Lớp tàu ngầm Virginia dự kiến sẽ hoạt động cho đến năm 2043, và được mong đợi sẽ tiếp tục phục vụ cho đến ít nhất là năm 2060, với việc lớp tàu ngầm tiếp theo dự kiến sẽ được hoàn thiện vào những năm 1970s.
Tháng 3 năm 2023, AUKUS đưa ra tuyên bố Hải quân hoàng gia Australia sẽ mua ba tàu ngầm lớp Virginia nhằm bù đắp thiếu hụt khi Hải quân nước này loại biên các tàu ngầm lớp Collin chạy bằng năng lượng truyền thống và có những đặc điểm của lớp tàu ngầm SSN-AUKUS trong tương lai, và trong trường hợp chương trình phát triển tàu ngầm lớp SSN-AUKUS bị chậm tiến độ, Chính phủ Australia sẽ tiếp tục mua bổ sung thêm hai tàu ngầm lớp Virginia nữa.

## Lịch sử ra đời

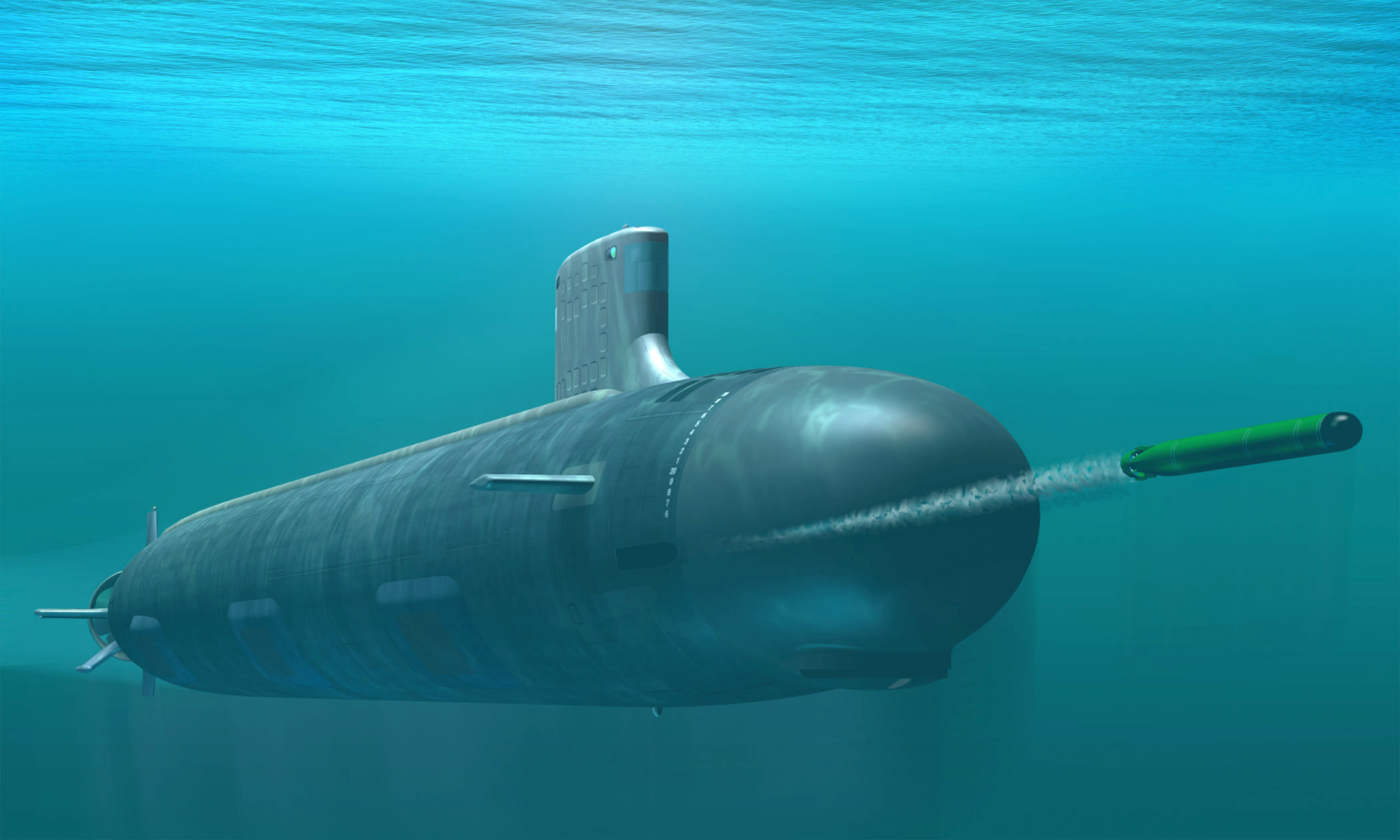
Đồ hoạ tàu ngầm tấn công lớp Virginia

Lớp tàu ngầm Virginia ban đầu được phát triển dưới cái tên Centurion, sau đó được đổi tên thành New SSN (NSSN). Những nghiên cứu về tàu ngầm Centurion đã được khởi đầu vào tháng 2 năm 1991. Tàu ngầm lớp Virginia là lớp tàu ngầm đầu tiên của Hải quân Mỹ được phát triển với sự hỗ trợ của máy tính sử dụng mô hình 3D là phần mềm CATIA, bao gồm computer-aided engineering (CAE), computer-aided design (CAD), computer-aided manufacturing (CAM), và product lifecycle (PLM). Do đó các vấn đề về bảo trì tàu ngầm của Hải quân Mỹ đã không còn là trở ngại với công ty chế tạo tàu ngầm Electric Boat.
Đến năm 2007, đã có xấp xỉ 35 triệu giờ công dành ra để thiết kế tàu ngầm lớp Virginia. Việc chế tạo mỗi chiếc tàu ngầm cần khoảng chín triệu giờ công lao động, và hơn 4.000 nhà cung cấp phụ trợ. Mỗi chiếc tàu ngầm thuộc lớp Virginia sẽ có 14-15 lần triển khai trong vòng đời kéo dài 33 năm.
Tàu ngầm lớp Virginia được phát triển với mức giá thành rẻ hơn so với các tàu ngầm lớp Seawolf (1,8 tỉ đô la so với 2,8 tỉ đô la). Lớp tàu ngầm Seawolf đã bị ngừng sản xuất sau khi chỉ mới hoàn thành 3 chiếc. Để giảm giá thành, tàu ngầm lớp Virginia sử dụng các thành phần "commercial off-the-shelf" (COTS), đặc biệt là trong hệ thống máy tính và thông tin. Việc cải tiến công nghệ đóng tàu cũng làm giảm giá thành của tàu ngầm xuống dưới 1,8 tỉ đô la (tính theo thời giá năm 2009).
Năm 2001, Newport News Shipbuilding và công ty đóng tàu General Dynamics Electric Boat đã chế tạo một phiên bản của tàu ngầm Virginia với kích thước bằng 1 phần 4 gọi là Large Scale Vehicle II (LSV II) Cutthroat. Phương tiện này được sử dụng với vai trò là nền tảng để thử nghiệm các công nghệ mới.
Tàu ngầm lớp Virgina được thiết kế và bảo trì bởi GD Electric Boat và Newport News Shipbuilding, hai công ty đóng tàu duy nhất của Mỹ có khả năng chế tạo tàu ngầm chạy bằng năng lượng hạt nhân. Theo như thoả thuận giữa hai công ty, nhà máy đóng tàu Newport News sẽ chế tạo đuôi tàu, không gian sống của thuỷ thủ và cho thiết bị máy móc, khoang ngư lôi, hệ thống lái và mũi tàu ngầm, trong khi Electric Boat đảm nhận động cơ tàu ngầm và phòng điều khiển. Các nhà máy sẽ luân phiên đảm nhận công việc đối với động cơ lò phản ứng hạt nhân cũng như chạy thử nghiệm và bàn giao.
Tháng 12 năm 2008, Hải quân Mỹ đã ký hợp đồng trị giá 14 tỉ đô la với General Dynamics và Northrop Grumman để cung cấp tám tàu ngầm. Theo như điều khoản của hợp đồng, Hải quân Mỹ sẽ nhận được một tàu ngầm mỗi năm tài chính 2009, 2010 và hai tàu ngầm mỗi năm tài chính 2011, 2012, và 2013. Hợp đồng này cũng có thêm điều khoản để nâng số lượng hạm đội tàu ngầm Virginia của Hải quân Mỹ lên 18 chiếc. Tháng 12 năm 2010, Quốc hội Mỹ thông qua khoản kinh phí tăng số lượng tàu ngầm sản xuất mỗi năm lên hai chiếc.

## Những cải tiến trên tàu ngầm lớp Virginia

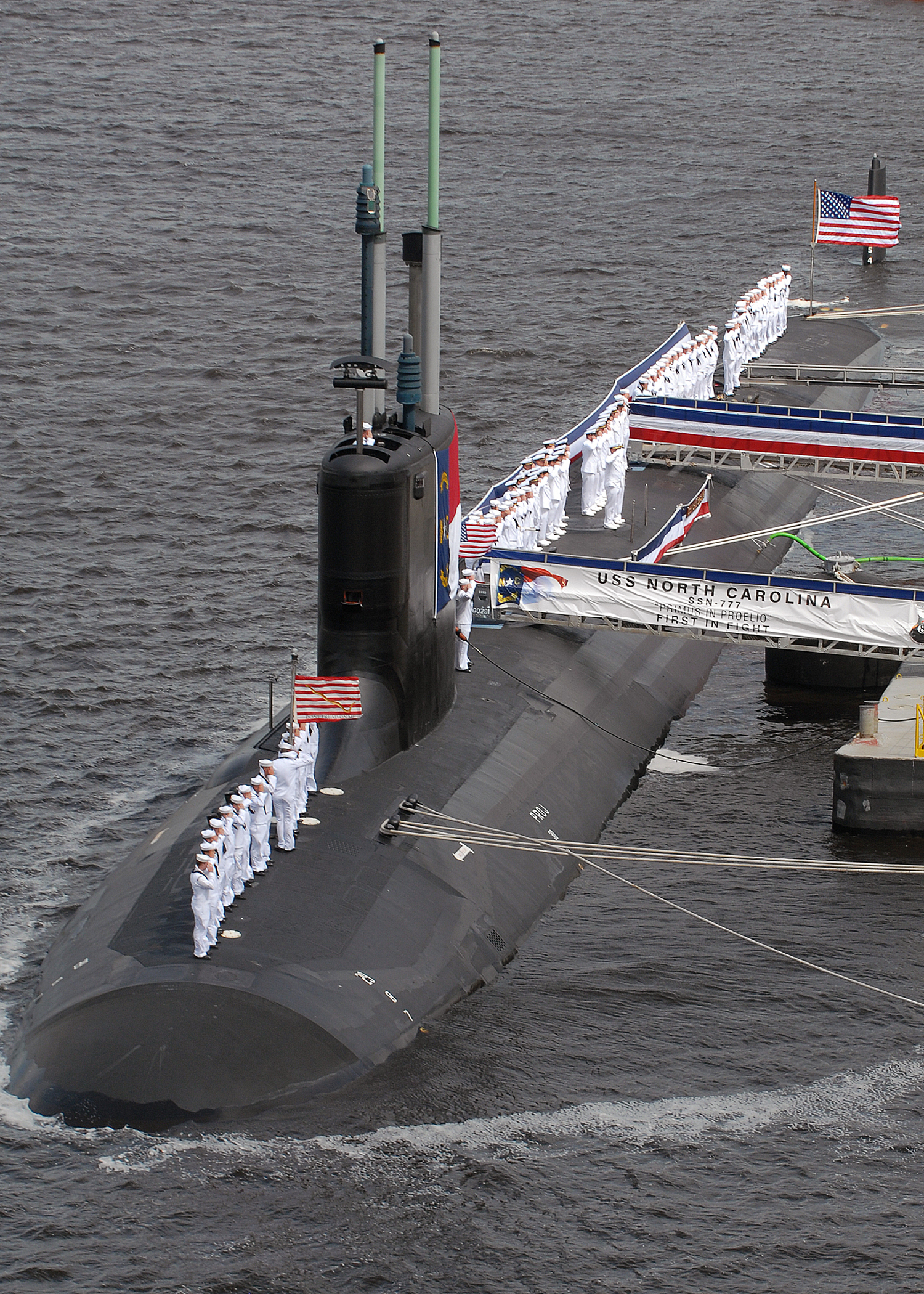
là tàu ngầm cuối cùng thuộc Block I, trong buổi lễ bàn giao. Kính tiềm vọng tiên tiến của nó có thể thấy rõ ràng trong ảnh.

Tàu ngầm lớp Virginia có những cải tiến sau.

### Những rào cản công nghệ
Do tốc độ đóng tàu Virginia khá chậm, Hải quân Mỹ cùng với DARPA đã phát triển các giải pháp để làm hạ giá thành của tàu ngầm, từ đó có thể tăng tốc độ đóng tàu, giúp duy trì quy mô của hạm đội tàu ngầm.

### Hệ thống cột ăng ten module thống nhất
Tàu ngầm lớp Virginia là tàu ngầm đầu tiên mà tất cả các ăng tên trên tháp tàu ngầm cùng chia sẻ chung một thiết kế Universal Modular Mast (UMM). Hệ thống UMM đầu tiên đã được lắp đặt trên tàu ngầm lớp Los Angeles USS Memphis.

### Hệ thống kính tiềm vọng photon
Tàu ngầm lớp Virginia là lớp tàu đầu tiên được trang bị cảm biến ánh sáng thay cho kính tiềm vọng truyền thống. Theo đó nó được trang bị các camera độ phân giải cao, cùng với khuếch đại ánh sáng và cảm biến ảnh nhiệt, định tầm laser ảnh nhiệt, và Electronic Support Measures (ESM) tích hợp. Hai bộ cảm biến trang bị trên hai cột ăng ten AN/BVS-1 ngoài vỏ áp lực. Các tín hiệu được truyền qua cáp quang tới bộ vi xử lý tín hiệu và tới phòng điều khiển trung tâm. Hình ảnh thực sẽ được đưa lên màn hình tinh thể lỏng ở phòng điều khiển trung tâm.
Thiết kế của các loại kính tiềm vọng truyền thống có nhược điểm là phải xuyên qua lớp vỏ áp lực dẫn đến dễ bị rò rỉ nước qua thân vỏ tàu, đồng thời phòng điều khiển phải được bố trí ngay bên dưới cột tàu ngầm. Trong khi, sử dụng kính tiềm vọng photon sẽ không phải xuyên qua lớp vỏ áp lực và có thể thoải mái bố trí vị trí của phòng điều khiển không cần phải ngay bên dưới cột tàu.
Trong tương lai, Hải quân Mỹ sẽ trang bị loại kính tiềm vọng mới Affordable Modular Panoramic Photonics Mast. Loại kính tiềm vọng này có khả năng cung cấp tầm nhìn 360 độ mà không phải quay kính tiềm vọng.

### Hệ thống động lực
Khác với tàu ngầm truyền thống sử dụng động cơ chân vịt, tàu ngầm lớp Virginia sử dụng động cơ phản lực nước do BAE Systems sản xuất,  được phát triển cho tàu ngầm lớp Swiftsure của Hải quân Hoàng gia Anh.

### Cải tiến về hệ thống sonar
Hệ thống Sonar trên tàu ngầm lớp Virginia là một kiến trúc mở (Open System Architecture (OSA)) khiến cho có thể dễ dàng cập nhật phần cứng hoặc phần mềm mới. Việc cập nhật phần  cứng được tiến hành định kỳ bốn năm một lần, trong khi việc cập nhật phần mềm được thực hiện hai năm một lần. Tàu ngầm lớp Virginia được trang bị một số kiểu radar sau.
- Sonar mũi tàu BQQ-10, là loại radar thụ động/chủ động hình cầu[46][47] (Sonar mũi tàu khẩu độ lớn (Large Aperture Bow (LAB)) được trang bị cho các tàu ngầm từ SSN-784 trở đi)
- Sonar cáp quang kéo theo, bao gồm ba tấm panel phẳng gắn mỗi bên thành tàu ngầm.[48]
- Hai radar chủ động tần số cao, gắn ở mũi và cột tàu ngầm. Hai radar này hoạt động hỗ trợ radar chính ở mũi tàu, giúp tàu hoạt động an toàn hơn ở khu vực nước nông gần bờ, cải thiện khả năng định vị khi bơi dưới bằng, và cải thiện khả năng chống tàu ngầm đối phương.[49][50]
- Radar tần số cao chi phí thấp Low-Cost Conformal Array (LCCA), gắn ở hai bên cột tàu. Radar này cung cấp khả năng phát hiện mục tiêu bên trên và đằng sau tàu ngầm.[51]

Tàu ngầm lớp Virginia cũng được trang bị radar dangj kéo theo và radar kéo theo tần số cao bao gồm.
- TB-16  hoặc TB-34  kéo theo.[53][54]
- TB-29  hoặc TB-33, sonar tầm xa.[53][54]

### Thiết bị cứu hộ
- Submarine Escape Immersion Equipment MK11 cho phép thuỷ thủ đoàn nổi lên mặt nước khi tàu ngầm bị chìm (độ sâu tối đa 600 foot (180 m))[46][55]
- Bình chứa Lithi hydroxide để loại bỏ carbon dioxide khỏi không khí bên trong tàu ngầm.[46]
- Submarine Emergency Position Indicating Radio Beacon (SEPIRB)[56][57]

### Module tải trọng Virginia (VPM)

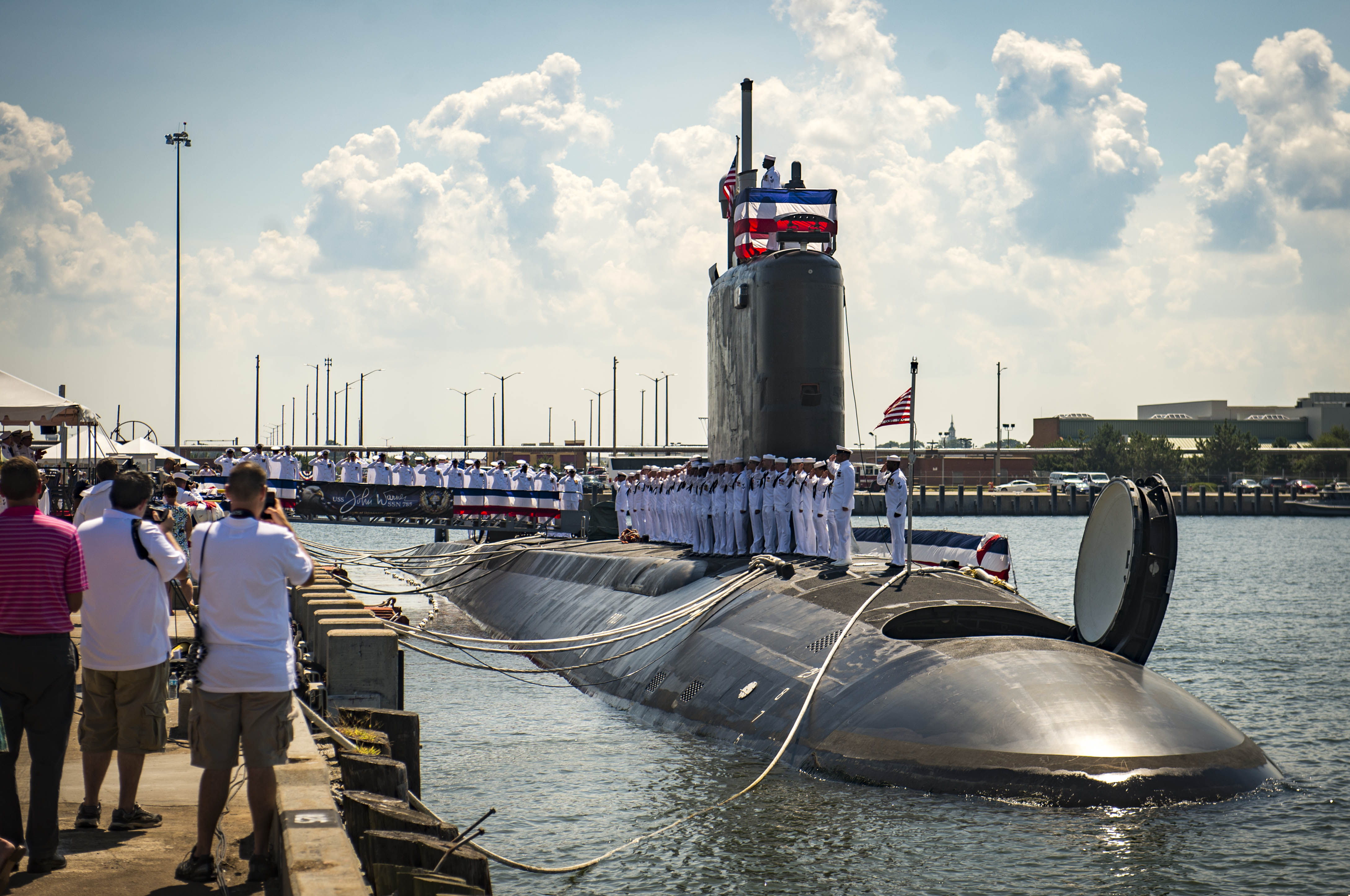
trong buổi lễ bàn giao, ngày 1/8/2015, với module tải trọng Virginia đang mở.

Tàu ngầm Virginia Block III có trang bị hai ống phóng chứa tải trọng Virginia Payload Tubes (VPT) thay cho các ống phóng tên lửa hành trình.
Tàu ngầm Block V được chế tạo kể từ 2019 sẽ được bổ sung thêm Virginia Payload Module (VPM) ở giữa thân tàu ngầm, khiến tổng thể chiều dài của tàu ngầm tăng lên. Module VPM bổ sung thêm 4 VPT với trọng lượng được giữ nguyên nhưng thể tích chứa tăng lên, được đặt ở trục thân tàu, có khả năng mang tới bảy tên lửa Tomahawk mỗi module, điều này giúp cho tàu ngầm Virginia có khả năng bổ sung hoả lực bị thiếu của Hải quân Mỹ sau khi các tàu ngầm tấn công lớp Ohio rút khỏi biên chế. Ban đầu Hải quân Mỹ dự định trang bị 8 giếng/ống phóng tải trọng nhưng sau đó đã bị loại bỏ để thay bằng bốn ống đặt trong module dài 70 foot (21 m) nằm giữa khoang vận hành và khoang động cơ tàu ngầm.
Module có khả năng chứa tên lửa đạn đạo tầm trung (phi hạt nhân). Với việc bổ sung thêm module tải trọng Virginia thì giá của mỗi tàu ngầm sẽ tăng lên thêm 500 triệu đô la theo thời giá năm 2012. Chi phí đội thêm này có thể bù đắp bằng cách giảm số lượng tàu ngầm xuống còn 4 chiếc. Nhiều báo cáo đã đưa ra rằng chi phí chế tạo VPM dùng để chứa chỉ một tên lửa Tomahawk và có thể là phương tiện bơi dưới nước không người lái đã khiến cho giá thành của mỗi chiếc tàu ngầm xấp xỉ từ 360 đến 380 triệu đô la (theo thời giá năm 2010). VPM có thiết kế tương tự như module được phát triển cho tàu ngầm lớp Ohio.  Tháng 7 năm 2016, công ty General Dynamics đã dành được hợp đồng trị giá 19 triệu đô la cho việc phát triển VPM. Tháng 2 năm 2017 General Dynamics tiếp tục dành được gói thầu trị giá 126 triệu đô la nhằm chế tạo tàu ngầm Block V với trang bị VPM.
Module VPM được thiết kế bởi công ty BWX Technologies (cũng là công ty đã từng thiết kế ống phóng tên lửa cho tàu ngầm lớp Columbia), tuy nhiên, việc chế tạo được đảm nhiệm bởi BAE Systems.

### Hệ thống laser năng lượng cao
Tàu ngầm lớp Virginia được dự kiến sẽ trang bị vũ khí năng lượng cao như laser, nó sẽ được tích hợp vào cột kính tiềm vọng photon và có năng lượng đầu ra khoảng 300 đến 500 kilowat, dựa trên công suất của lò phản ứng tàu ngầm là 210 megawat.

### Các trang thiết bị cải tiến khác

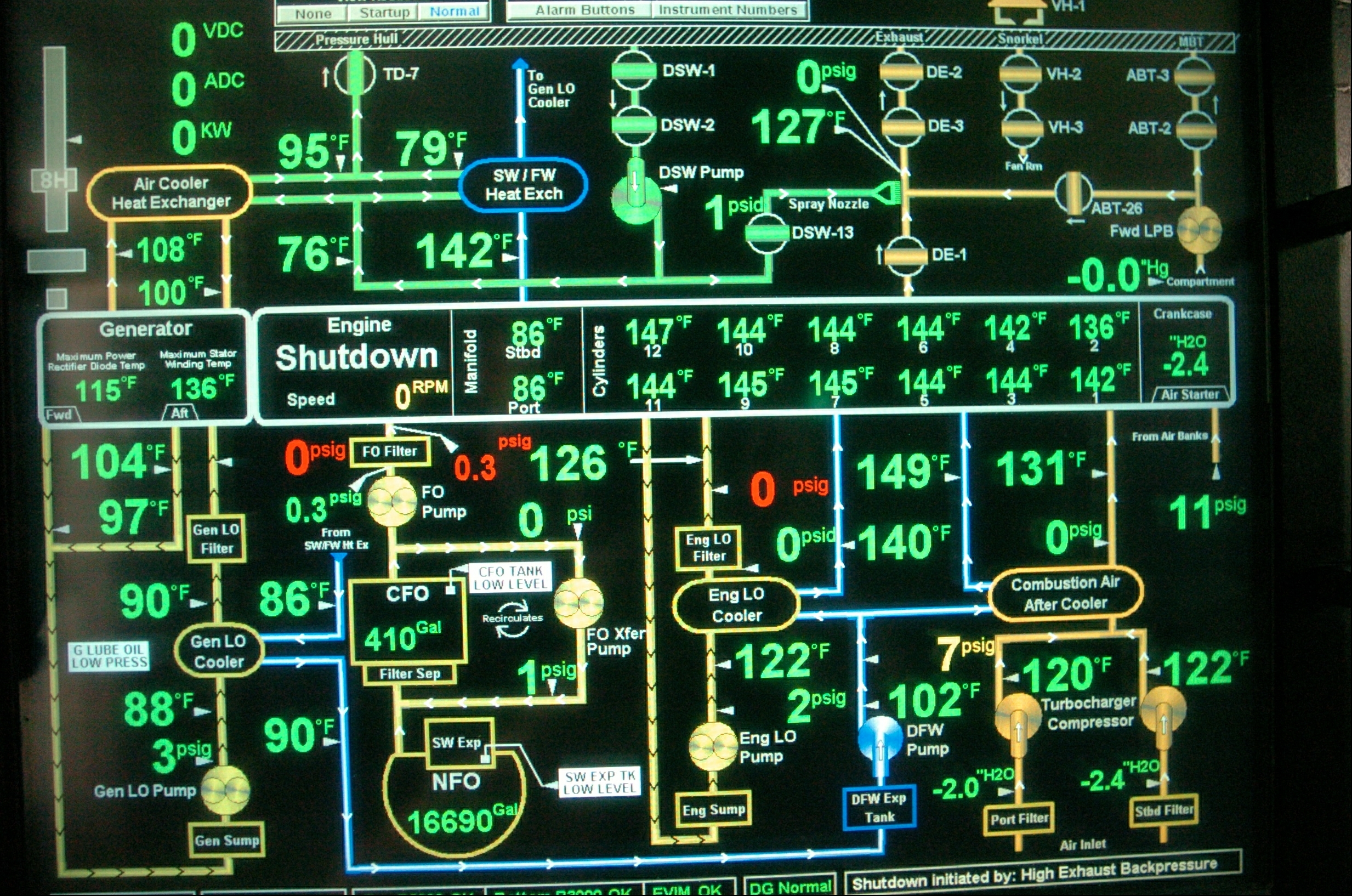
Hệ thống điện của tàu ngầm lớp Virginia

- Hệ thống điều khiển tàu fly-by-wire Ship Control System sử dụng sợi quang thay thế cho hệ thống thuỷ lực-điện để điều khiển các bề mặt điều khiển (vây của tàu ngầm).
- Hệ thống Command and control (CCSM) do Lockheed Martin chế tạo.[74][75]
- Máy phát điện phụ sử dụng động cơ diesel Caterpillar model 3512B V-12 thay cho động cơ diesel của Fairbanks-Morse có kích thước quá lớn không phù hợp với phòng động lực của tàu ngầm.
- Hệ thống AN/BSY-1 được nâng cấp[17] với định danh AN/BYG-1 (tên định danh cũ là CCS Mk2) và được chế tạo bởi General Dynamics AIS (trước đây là Raytheon).[76][77] AN/BYG-1 tích hợp Tactical Control System (TCS) và Weapon Control System (WCS).[78][79]
- USS California  tàu ngầm đầu tiên thuộc lớp Virginia được trang bị hệ thống giảm dấu hiệu từ trường tiên tiến.[80]
- Được trang bị buồng giảm áp cho thợ lặn với sức chứa 9 người.[81]

## Thông số kỹ thuật

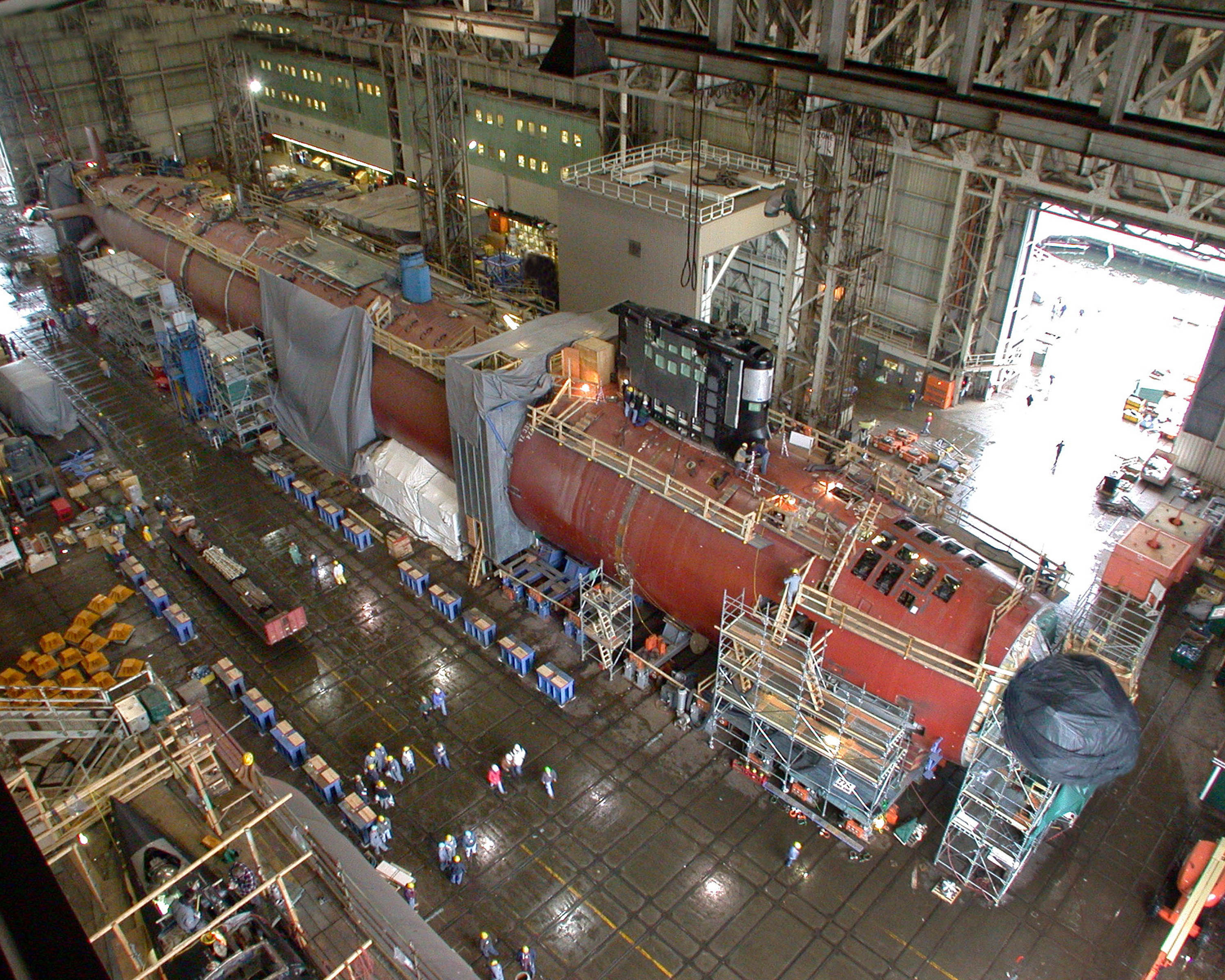
Tàu ngầm Virginia đang được đóng

- Nhà chế tạo: General Dynamics Electric Boat và HII Newport News Shipbuilding
- Dài: 377 ft (114,91 m) [Block V: 460 ft (140.2 m)]
- Rộng: 34 ft (10,36 m)
- Lượng giãn nước: 7.800 tấn Anh (7.900 t) [Block V: 10.200 tấn Anh (10.400 t)
- Tải trọng: 40 hệ thống vũ khí, lực lượng người nhái đặc nhiệm, phương tiện bơi ngầm không người lái, Advanced SEAL Delivery System (ASDS) [Block V: 40 tên lửa hành trình Tomahawk]
- Hệ thống động lực: Lò phản ứng hạt nhân S9G có khả năng cung cấp 40.000 hp.[82] Lõi hạt nhân có tuổi thọ khoảng 33 năm.[83] Nhiên liệu hạt nhân được sản xuất bởi BWX Technologies.[84][85]
- Độ sâu thử nghiệm: hơn 800 ft (240 m), khoảng 1.600 foot (490 m).[81]
- Tốc độ: Lớn hơn 25 hải lý trên giờ (46 km/h; 29 mph),[6]  tới 35 hải lý trên giờ (65 km/h; 40 mph)[86][87][88]
- Giá ước tính: khoảng 1,65 tỉ đô la cho mỗi tàu ngầm dựa theo năm tài chính 1995, với tốc độ đóng mới 2 tàu ngầm mỗi năm)
- Giá thực tế: 1,5 tỉ đô la theo thời giá 1994, 2,6 tỉ đô la theo thời giá năm 2012[89][90]
- Giá vận hành: 50 triệu đô la cho mỗi tàu ngầm theo đơn giá 2012[91]
- Thuỷ thủ đoàn: 120 thuỷ thủ và 14 sĩ quan
- Vũ khí: 12 giếng phóng VLS và 4 ống phóng ngư lôi, sử dụng ngư lôi Mark 48, tên lửa hành trình UGM-109 Tomahawk, tên lửa chống tàu Harpoon[92] và mìn di động đang được phát triển.[93] Block V được bổ sung các module VPM gồm 4 ống phóng cỡ lớn có khả năng chứa bảy tên lửa Tomahawk cho mỗi giếng phóng giúp tăng số lượng tên lửa mang theo khoảng 76%.[94]
- Mồi bẫy: Mồi bẫy thuỷ âm Mk 3/4[95]

## Các ký kết trong tương lai
Hải quân Mỹ có kế hoạch đặt mua ít nhất 34 tàu ngầm lớp Virginia, tuy nhiên, các dữ liệu từ Naval Submarine League ( 2011) và Congressional Budget Office (2012) cho thấy có vẻ như hơn 30 tàu ngầm sẽ được đóng. Naval Submarine League cho rằng sẽ có tới 10 tàu ngầm Block V được đóng. Cũng từ nguồn tin này, Hải quân Mỹ sẽ bổ sung thêm 10 tàu ngầm sau phiên bản Block V, với 5 chiếc thuộc Block 6 và 5 chiếc thuộc Block 7, điều này sẽ làm ảnh hưởng lớn tới kế hoạch thử nghiệm tàu ngầm lớp Virginia cải tiếng. 20 tàu ngầm này (10 Block V, 5 Block VI, 5 Block V) sẽ có khả năng mang theo module Virginia, nâng tổng số tàu ngầm được trang bị module này lên con số 48 chiếc.

## Tiềm năng xuất khẩu
Ngày 16 tháng 9 năm 2021, Thủ tướng Australia Scott Morrison  ra tuyên bố Australia đã huỷ bỏ hợp đồng với Pháp về việc đặt mua 12 tàu ngầm diesel-điện thuộc lớp Attack được phát triển dựa trên tàu ngầm lớp Barracuda của Hải quân Pháp dự kiến thay thế cho các tàu ngầm diesel điện lớp Collin của Hải quân nước này. Cũng vào ngày này, hiệp ước phòng thủ ba bên AUKUS giữa Australia, Vương quốc Anh và Mỹ đã được hình thành. Dựa theo các điều khoản của hiệp ước, Mỹ sẽ chia sẻ công nghệ động lực hạt nhân với Australia giống như Mỹ đã từng chia sẻ công nghệ hạt nhân với Anh, đồng thời Anh cũng sẽ chia sẻ công nghệ tương tự. Hải quân Hoàng gia Australia sẽ mua ít nhất là tám tàu ngầm năng lượng hạt nhân với vũ khí thông thường, được đóng tại Australia với thiết kế cơ bản và công nghệ cốt lõi sẽ được quyết định dựa trên Dự án nghiên cứu kéo dài 18 tháng. Ngày 22 tháng 11 năm 2021, Australia, Vương quốc Anh cùng Mỹ đã ký kết Hiệp ước Exchange of Naval Nuclear Propulsion Information Agreement (ENNPIA) với cam kết chia sẻ công nghệ đẩy hạt nhân.
Tháng 3 năm 2023, AUKUS đưa ra thông báo dựa theo sự phê chuẩn của Quốc hội Mỹ, Hoa Kỳ sẽ bán cho Australia ba chiếc tàu ngầm lớp Virginia, với điều khoản bổ sung mua thêm  hai chiếc nữa nếu cần thiết". Những tàu ngầm này sẽ lấp khoảng trống về tác chiến tàu ngầm của Hải quân Úc, sau khi lớp tàu ngầm Collin nghỉ hưu.
Tàu ngầm lớp Virginia đầu tiên sẽ được bàn giao cho Hải quân Hoàng gia Australia vào năm 2033 và đây là tàu ngầm từng thuộc biên chế của Hải quân Mỹ. Tàu ngầm thứ hai sẽ được bàn giao vào năm 2036 và thứ ba vào năm 2039. Tàu ngầm đầu tiên thuộc lớp SSN-AUKUS dành cho Hải quân Úc sẽ được bàn giao vào đầu những năm 2040s và đến năm 2055 sẽ có năm tàu được dự kiến đóng mới. Trong trường hợp tàu ngầm SSN-AUKUS không được khởi đóng đúng thời hạn, Hải quân Úc sẽ được Mỹ chuyển giao thêm hai tàu ngầm lớp Virginia.